# David Odogu
David Uyoyo Odogu (* 3. Juni 2006 in Berlin) ist ein deutsch-nigerianischer Fußballspieler, der beim VfL Wolfsburg unter Vertrag steht.

## Karriere

### Vereinskarriere
Odogu durchlief in seiner Heimatstadt Berlin die Jugendabteilungen vom SSC Südwest 1947, Hertha 03 Zehlendorf sowie vom 1. FC Union Berlin. Im Sommer 2020 schloss er sich der Nachwuchsakademie des VfL Wolfsburg an. Dort durchlief er alle Altersklassen und wurde 2023 in die U19 befördert.
Am 16. August 2024 verlängerte er seinen Vertrag beim VfL Wolfsburg langfristig und gehört seitdem dauerhaft zum Kader der Profimannschaft. Sein Bundesliga-Debüt gab er am 6. April 2025 (28. Spieltag) bei einer 0:1-Niederlage beim 1. FC Union Berlin, als er über die volle Spielzeit als Innenverteidiger zum Einsatz kam.

### Nationalmannschaft
Odogu ist seit 2021 deutscher Juniorennationalspieler. Für die U17 absolvierte er 12 Länderspiele. Er war Teil des Kaders, der 2023 sowohl die U17-Europameisterschaft als auch die U17-Weltmeisterschaft gewann.